# Malthonica campestris
Malthonica campestris är en spindelart som först beskrevs av Carl Ludwig Koch 1834.  Malthonica campestris ingår i släktet Malthonica och familjen trattspindlar. Inga underarter finns listade i Catalogue of Life.